# 阿基坦门
阿基坦门（Porte d'Aquitaine）是一座18世纪建筑，位于法国阿基坦大区吉伦特省波尔多，胜利广场的中心，连接圣凯瑟琳街.
阿基坦门于1931年被列为法国历史古迹。